# Luscan
Luscan est une commune française située dans le sud-ouest du département de la Haute-Garonne, en région Occitanie.
Sur le plan historique et culturel, la commune est dans le pays de Comminges, correspondant à l’ancien comté de Comminges, circonscription de la province de Gascogne située sur les départements actuels du Gers, de la Haute-Garonne, des Hautes-Pyrénées et de l'Ariège. Exposée à un climat de montagne, elle est drainée par la Garonne et par un autre cours d'eau. La commune possède un patrimoine naturel remarquable : deux sites Natura 2000 (les « chaînons calcaires du Piémont Commingeois » et « Garonne, Ariège, Hers, Salat, Pique et Neste »), un espace protégé (« la Garonne, l'Ariège, l'Hers Vif et le Salat ») et trois zones naturelles d'intérêt écologique, faunistique et floristique.
Luscan est une commune rurale qui compte 45 habitants en 2022, après avoir connu un pic de population de 154 habitants en 1836. Ses habitants sont appelés les Luscanois ou  Luscanoises.

## Géographie

### Localisation
La commune de Luscan se trouve dans le département de la Haute-Garonne, en région Occitanie.
Elle se situe à 93 km à vol d'oiseau de Toulouse, préfecture du département, à 13 km de Saint-Gaudens, sous-préfecture, et à 25 km de Bagnères-de-Luchon, bureau centralisateur du canton de Bagnères-de-Luchon dont dépend la commune depuis 2015 pour les élections départementales.
La commune fait en outre partie du bassin de vie de Montréjeau.
Les communes les plus proches sont : 
Bertren (1,4 km), Izaourt (1,9 km), Loures-Barousse (2,0 km), Barbazan (2,3 km), Galié (2,7 km), Sarp (2,7 km), Ilheu (2,8 km), Mont-de-Galié (3,2 km).
Sur le plan historique et culturel, Luscan fait partie du pays de Comminges, correspondant à l’ancien comté de Comminges, circonscription de la province de Gascogne située sur les départements actuels du Gers, de la Haute-Garonne, des Hautes-Pyrénées et de l'Ariège.
Les communes limitrophes sont  Barbazan, Bertren, Galié, Izaourt, Loures-Barousse et Sauveterre-de-Comminges.
| Loures-Barousse (Hautes-Pyrénées) | Barbazan |                         |
| Izaourt (Hautes-Pyrénées)         | Luscan   | Sauveterre-de-Comminges |
| Bertren (Hautes-Pyrénées)         | Galié    |                         |

### Hydrographie

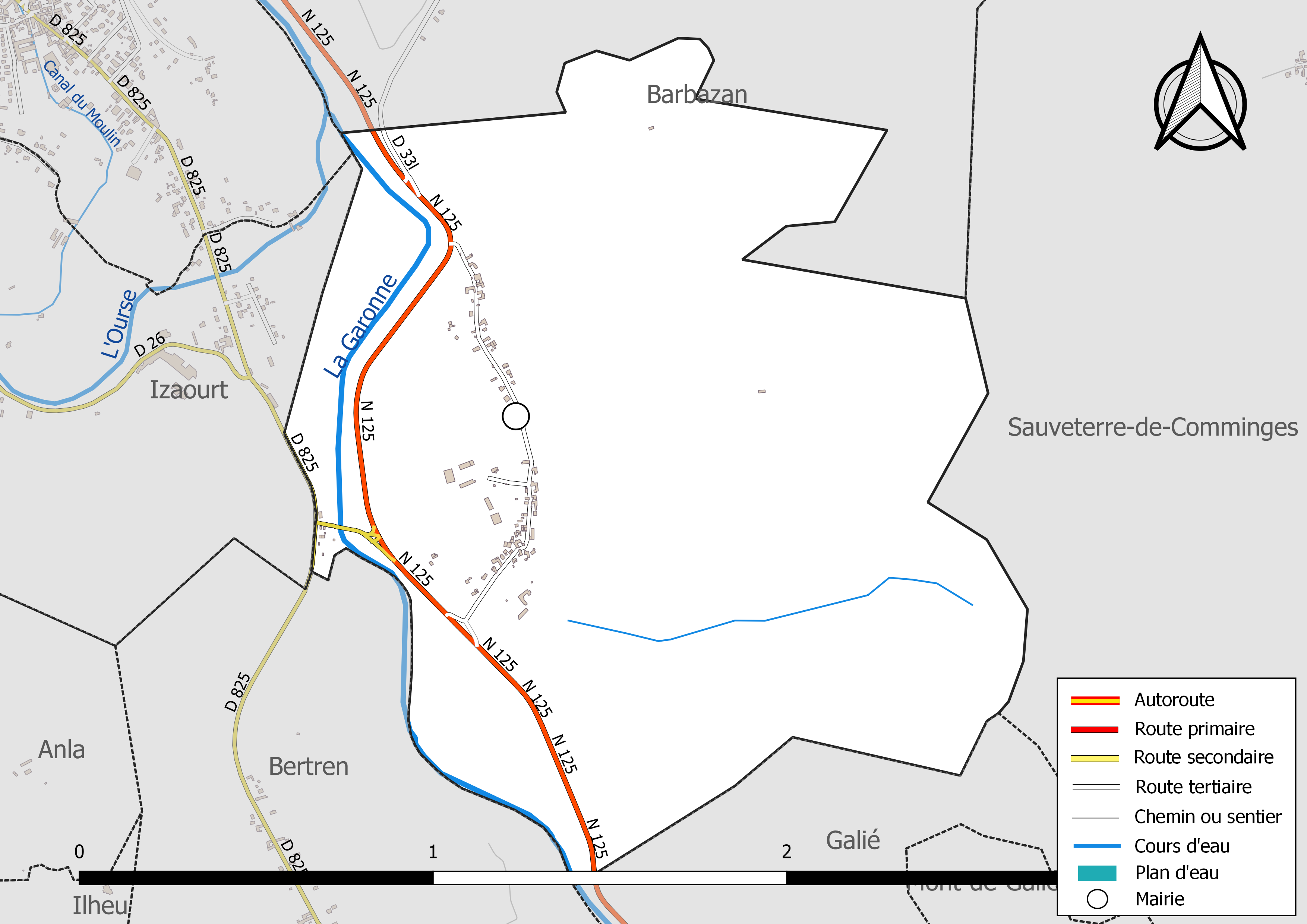
Réseaux hydrographique et routier de Luscan.

La commune est dans le bassin de la Garonne, au sein du bassin hydrographique Adour-Garonne. Elle est drainée par la Garonne et par un petit cours d'eau, constituant un réseau hydrographique de 3 km de longueur totale,.
La Garonne est un fleuve principalement français prenant sa source en Espagne et qui coule sur 529 km avant de se jeter dans l’océan Atlantique.

### Climat
Pour des articles plus généraux, voir Climat de l'Occitanie et Climat de la Haute-Garonne.
En 2010, le climat de la commune est de type climat des marges montargnardes, selon une étude s'appuyant sur une série de données couvrant la période 1971-2000. En 2020, Météo-France publie une typologie des climats de la France métropolitaine dans laquelle la commune est exposée à un climat de montagne ou de marges de montagne et est dans la région climatique Pyrénées centrales, caractérisée par une pluviométrie annuelle de 1 000 à 1 200 mm.
Pour la période 1971-2000, la température annuelle moyenne est de 11,1 °C, avec une amplitude thermique annuelle de 15,7 °C. Le cumul annuel moyen de précipitations est de 1 145 mm, avec 9,9 jours de précipitations en janvier et 7,7 jours en juillet. Pour la période 1991-2020, la température moyenne annuelle observée sur la station météorologique la plus proche, située sur la commune de Clarac à 9 km à vol d'oiseau, est de 12,5 °C et le cumul annuel moyen de précipitations est de 804,9 mm,. Pour l'avenir, les paramètres climatiques de la commune estimés pour 2050 selon différents scénarios d’émission de gaz à effet de serre sont consultables sur un site dédié publié par Météo-France en novembre 2022.

### Milieux naturels et biodiversité

#### Espaces protégés
La protection réglementaire est le mode d’intervention le plus fort pour préserver des espaces naturels remarquables et leur biodiversité associée,.
Un  espace protégé est présent sur la commune : 
« la Garonne, l'Ariège, l'Hers Vif et le Salat », objet d'un arrêté de protection de biotope, d'une superficie de 1 658,7 ha.

#### Réseau Natura 2000

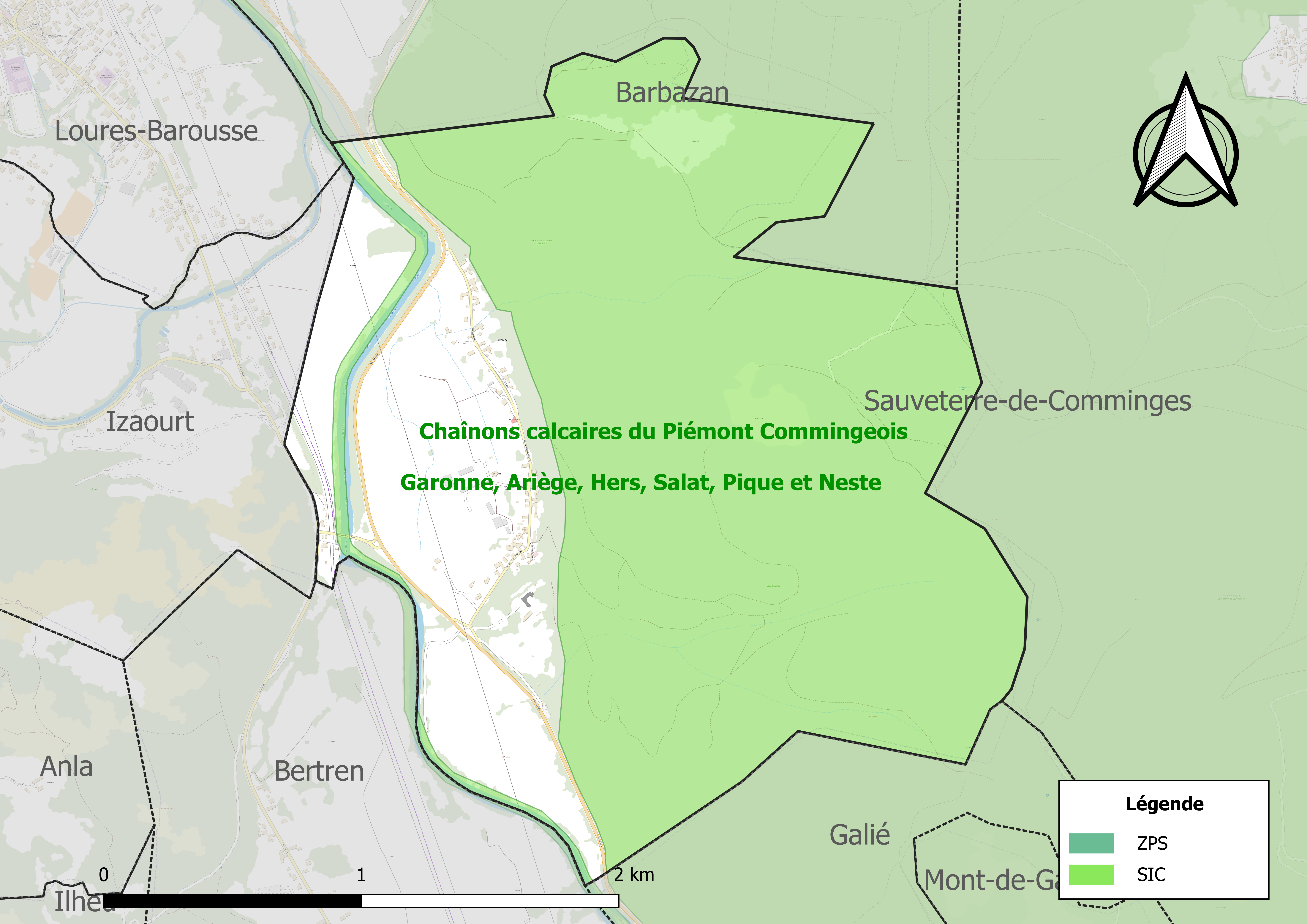
Sites Natura 2000 sur le territoire communal.

Le réseau Natura 2000 est un réseau écologique européen de sites naturels d'intérêt écologique élaboré à partir des directives habitats et oiseaux, constitué de zones spéciales de conservation (ZSC) et de zones de protection spéciale (ZPS).
Deux sites Natura 2000 ont été définis sur la commune au titre de la directive habitats : 
- les « chaînons calcaires du Piémont Commingeois », d'une superficie de 6 198 ha, sont un site vallonné forestier et bocager du piémont pyrénéen[21] ;
- « Garonne, Ariège, Hers, Salat, Pique et Neste », d'une superficie de 9 581 ha, un réseau hydrographique pour les poissons migrateurs (zones de frayères actives et potentielles importantes pour le Saumon en particulier qui fait l'objet d'alevinages réguliers et dont des adultes atteignent déjà Foix sur l'Ariège[22] ;

#### Zones naturelles d'intérêt écologique, faunistique et floristique

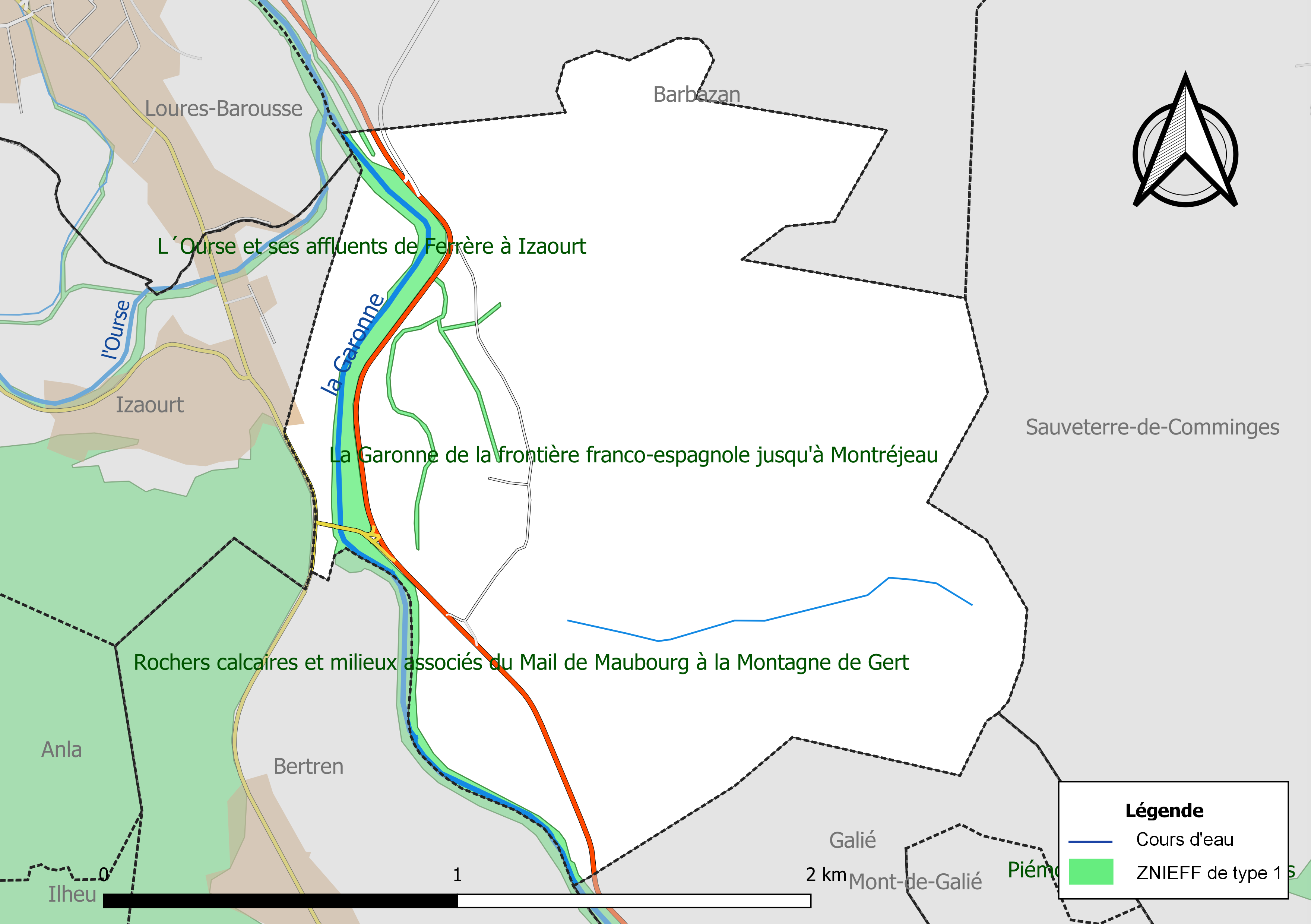
Carte de la ZNIEFF de type 1 localisée sur la commune.

L’inventaire des zones naturelles d'intérêt écologique, faunistique et floristique (ZNIEFF) a pour objectif de réaliser une couverture des zones les plus intéressantes sur le plan écologique, essentiellement dans la perspective d’améliorer la connaissance du patrimoine naturel national et de fournir aux différents décideurs un outil d’aide à la prise en compte de l’environnement dans l’aménagement du territoire.
Une ZNIEFF de type 1 est recensée sur la commune :
« la Garonne de la frontière franco-espagnole jusqu'à Montréjeau » (469 ha), couvrant 38 communes dont 28 dans la Haute-Garonne et dix dans les Hautes-Pyrénées et deux ZNIEFF de type 2, : 
- « Garonne amont, Pique et Neste » (1 788 ha), couvrant 112 communes dont 42 dans la Haute-Garonne et 70 dans les Hautes-Pyrénées[25] ;
- le « piémont calcaire commingeois et bassin de Sauveterre » (8 553 ha), couvrant 26 communes du département[26].

## Urbanisme

### Typologie
Au 1er janvier 2024, Luscan est catégorisée commune rurale à habitat très dispersé, selon la nouvelle grille communale de densité à sept niveaux définie par l'Insee en 2022.
Elle est située hors unité urbaine et hors attraction des villes,.

### Occupation des sols
L'occupation des sols de la commune, telle qu'elle ressort de la base de données européenne d’occupation biophysique des sols Corine Land Cover (CLC), est marquée par l'importance des forêts et milieux semi-naturels (75,5 % en 2018), une proportion identique à celle de 1990 (75,5 %). La répartition détaillée en 2018 est la suivante : 
forêts (75,5 %), zones agricoles hétérogènes (24,4 %), zones urbanisées (0,1 %). L'évolution de l’occupation des sols de la commune et de ses infrastructures peut être observée sur les différentes représentations cartographiques du territoire : la carte de Cassini (XVIIIe siècle), la carte d'état-major (1820-1866) et les cartes ou photos aériennes de l'IGN pour la période actuelle (1950 à aujourd'hui).

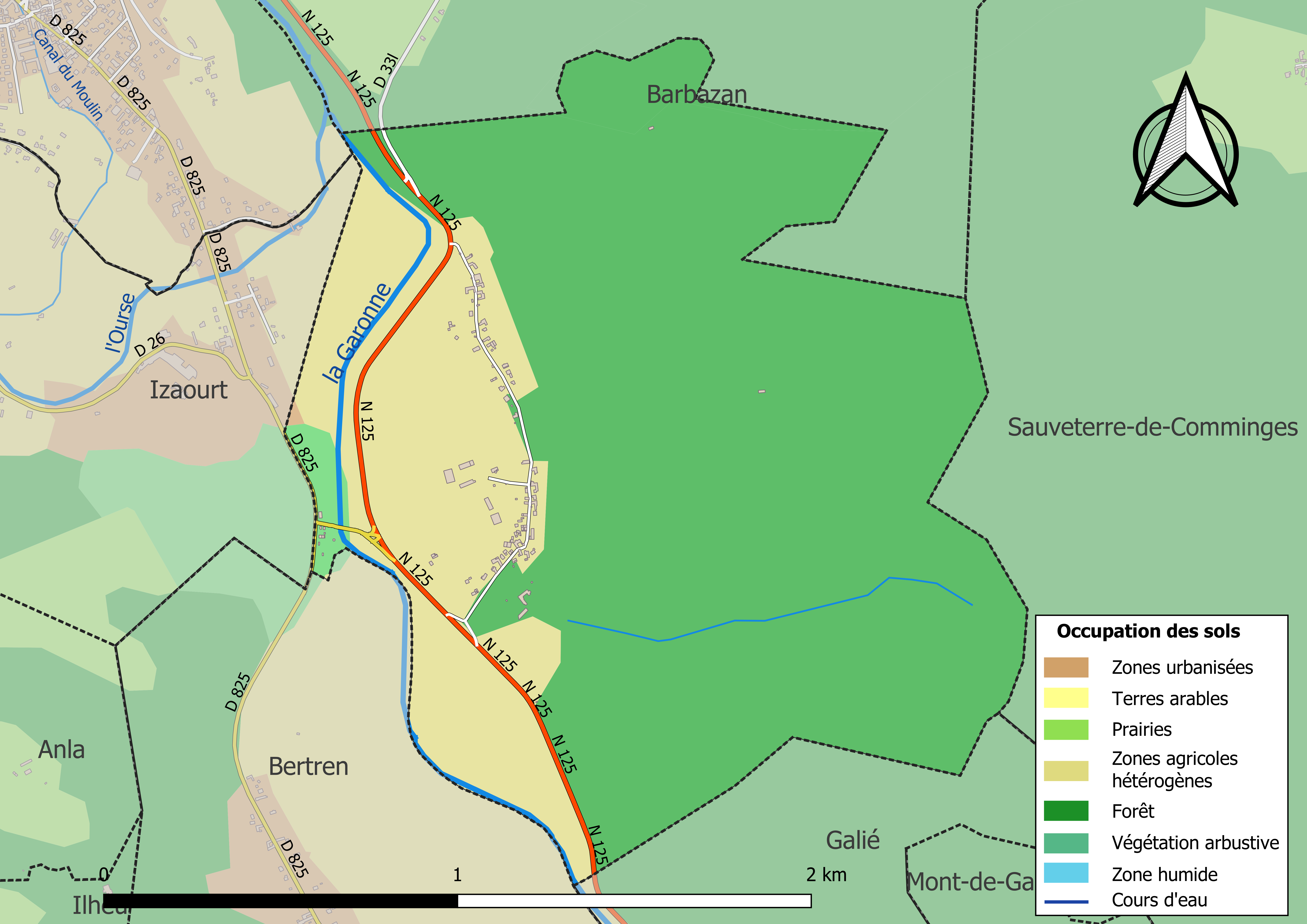
Carte des infrastructures et de l'occupation des sols de la commune en 2018 (CLC).

### Risques majeurs
Le territoire de la commune de Luscan est vulnérable à différents aléas naturels : météorologiques (tempête, orage, neige, grand froid, canicule ou sécheresse), inondations, feux de forêts et séisme (sismicité modérée). Il est également exposé à un risque technologique, la rupture d'un barrage. Un site publié par le BRGM permet d'évaluer simplement et rapidement les risques d'un bien localisé soit par son adresse soit par le numéro de sa parcelle.

#### Risques naturels
Certaines parties du territoire communal sont susceptibles d’être affectées par le risque d’inondation par débordement de cours d'eau, notamment la Garonne. La commune a été reconnue en état de catastrophe naturelle au titre des dommages causés par les inondations et coulées de boue survenues en 1982, 1999, 2007, 2009, 2013 et 2022,.
Un plan départemental de protection des forêts contre les incendies a été approuvé par arrêté préfectoral du 25 septembre 2006. Luscan est exposée au risque de feu de forêt du fait de la présence sur son territoire du massif des piémonts des Pyrénées. Il est ainsi défendu aux propriétaires de la commune et à leurs ayants droit de porter ou d’allumer du feu dans l'intérieur et à une distance de 200 mètres des bois, forêts, plantations, reboisements ainsi que des landes. L’écobuage est également interdit, ainsi que les feux de type méchouis et barbecues, à l’exception de ceux prévus dans des installations fixes (non situées sous couvert d'arbres) constituant une dépendance d'habitation,

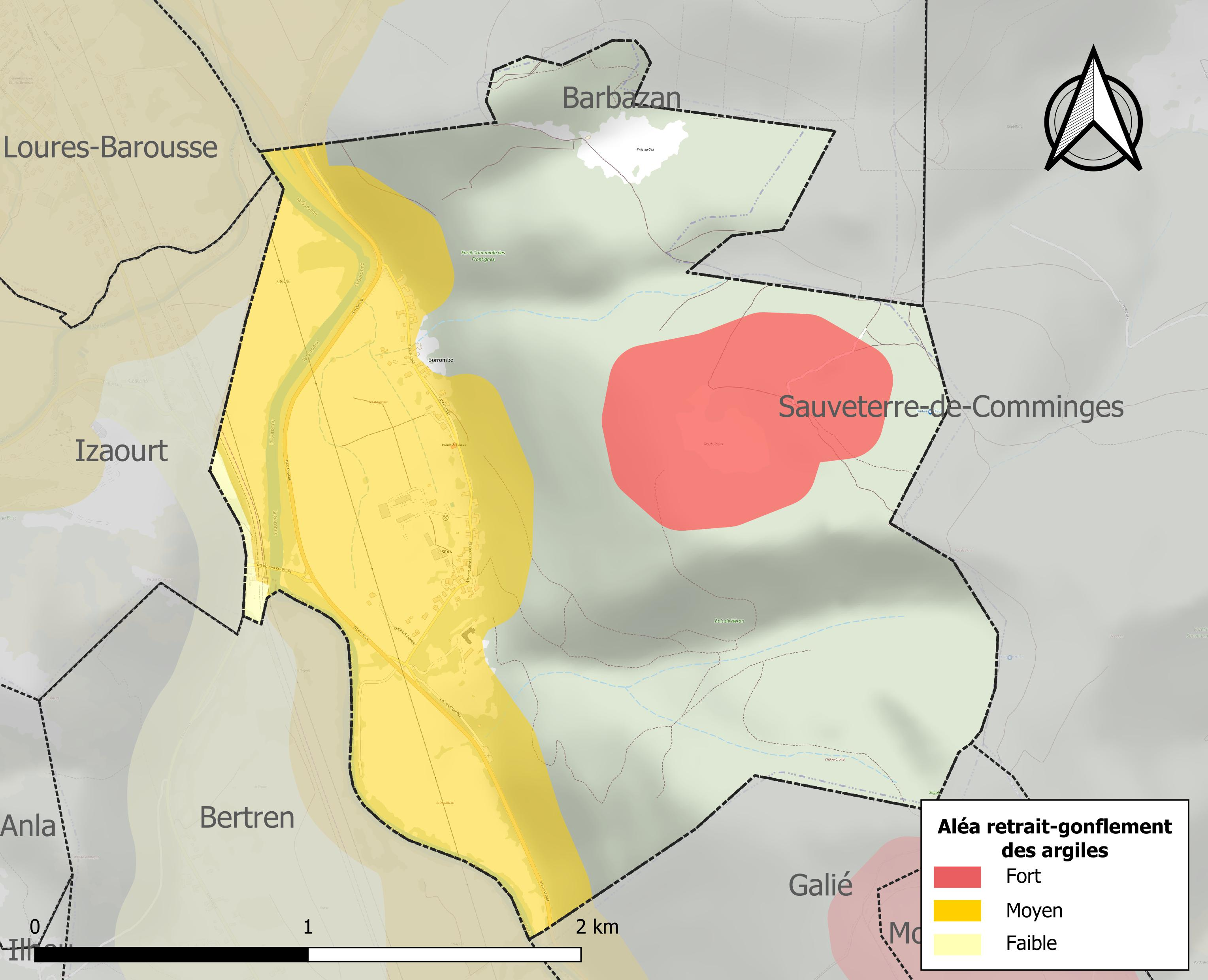
Carte des zones d'aléa retrait-gonflement des sols argileux de Luscan.

Le retrait-gonflement des sols argileux est susceptible d'engendrer des dommages importants aux bâtiments en cas d’alternance de périodes de sécheresse et de pluie. 43,2 % de la superficie communale est en aléa moyen ou fort (88,8 % au niveau départemental et 48,5 % au niveau national). Sur les 45 bâtiments dénombrés sur la commune en 2019, 43 sont en aléa moyen ou fort, soit 96 %, à comparer aux 98 % au niveau départemental et 54 % au niveau national. Une cartographie de l'exposition du territoire national au retrait gonflement des sols argileux est disponible sur le site du BRGM,.
Par ailleurs, afin de mieux appréhender le risque d’affaissement de terrain, l'inventaire national des cavités souterraines permet de localiser celles situées sur la commune.
Concernant les mouvements de terrains, la commune a été reconnue en état de catastrophe naturelle au titre des dommages causés par la sécheresse en 2003 et par des mouvements de terrain en 1999.

#### Risques technologiques
La commune est en outre située en aval du barrage du Portillon sur la Neste d'Oô. À ce titre elle est susceptible d’être touchée par l’onde de submersion consécutive à la rupture de cet ouvrage.

## Politique et administration
| Période                                  | Période  | Identité             | Étiquette | Qualité |
| ---------------------------------------- | -------- | -------------------- | --------- | ------- |
| mars 2001                                | En cours | Marie-Thérèse Castex | DVG       |         |
| Les données manquantes sont à compléter. |          |                      |           |         |

Commune faisant partie de la huitième circonscription de la Haute-Garonne.

## Démographie
L'évolution du nombre d'habitants est connue à travers les recensements de la population effectués dans la commune depuis 1793. Pour les communes de moins de 10 000 habitants, une enquête de recensement portant sur toute la population est réalisée tous les cinq ans, les populations de référence des années intermédiaires étant quant à elles estimées par interpolation ou extrapolation. Pour la commune, le premier recensement exhaustif entrant dans le cadre du nouveau dispositif a été réalisé en 2004.

En 2022, la commune comptait 45 habitants, en évolution de −22,41 % par rapport à 2016 (Haute-Garonne : +8,02 %, France hors Mayotte : +2,11 %).
| 1793 | 1800 | 1806 | 1821 | 1831 | 1836 | 1841 | 1846 | 1851 |
| ---- | ---- | ---- | ---- | ---- | ---- | ---- | ---- | ---- |
| 107  | 123  | 118  | 132  | 144  | 154  | 142  | 137  | 137  |

| 1856 | 1861 | 1866 | 1872 | 1876 | 1881 | 1886 | 1891 | 1896 |
| ---- | ---- | ---- | ---- | ---- | ---- | ---- | ---- | ---- |
| 142  | 149  | 139  | 126  | 121  | 117  | 129  | 130  | 113  |

| 1901 | 1906 | 1911 | 1921 | 1926 | 1931 | 1936 | 1946 | 1954 |
| ---- | ---- | ---- | ---- | ---- | ---- | ---- | ---- | ---- |
| 125  | 122  | 127  | 110  | 103  | 98   | 106  | 112  | 78   |

| 1962 | 1968 | 1975 | 1982 | 1990 | 1999 | 2004 | 2006 | 2009 |
| ---- | ---- | ---- | ---- | ---- | ---- | ---- | ---- | ---- |
| 81   | 72   | 75   | 81   | 73   | 54   | 59   | 63   | 62   |

| 2014 | 2019 | 2022 | - | - | - | - | - | - |
| ---- | ---- | ---- | - | - | - | - | - | - |
| 60   | 48   | 45   | - | - | - | - | - | - |

## Économie

### Emploi
|                | 2008  | 2013  | 2018   |
| -------------- | ----- | ----- | ------ |
| Commune        | 2,5 % | 0 %   | 16,7 % |
| Département    | 7,7 % | 9,6 % | 9,3 %  |
| France entière | 8,3 % | 10 %  | 10 %   |

En 2018, la population âgée de 15 à 64 ans s'élève à 26 personnes, parmi lesquelles on compte 87,5 % d'actifs (70,8 % ayant un emploi et 16,7 % de chômeurs) et 12,5 % d'inactifs,. En  2018, le taux de chômage communal (au sens du recensement) des 15-64 ans est supérieur à celui du département et de la France, alors qu'en 2008 la situation était inverse.
La commune est hors attraction des villes,. Elle compte 8 emplois en 2018, contre 10 en 2013 et 11 en 2008. Le nombre d'actifs ayant un emploi résidant dans la commune est de 18, soit un indicateur de concentration d'emploi de 45,6 % et un taux d'activité parmi les 15 ans ou plus de 44,7 %.
Sur ces 18 actifs de 15 ans ou plus ayant un emploi, 4 travaillent dans la commune, soit 24 % des habitants. Pour se rendre au travail, 82,4 % des habitants utilisent un véhicule personnel ou de fonction à quatre roues, 5,9 % s'y rendent en deux-roues, à vélo ou à pied et 11,8 % n'ont pas besoin de transport (travail au domicile).

### Activités hors agriculture
4 établissements sont implantés  à Luscan au 31 décembre 2019.
Le secteur du commerce de gros et de détail, des transports, de l'hébergement et de la restauration est prépondérant sur la commune puisqu'il représente 50 % du nombre total d'établissements de la commune (2 sur les 4 entreprises implantées  à Luscan), contre 25,9 % au niveau départemental.

### Agriculture
|               | 1988 | 2000 | 2010 | 2020 |
| ------------- | ---- | ---- | ---- | ---- |
| Exploitations | 4    | 5    | 5    | 3    |
| SAU (ha)      | 172  | 241  | 257  | 244  |

La commune est dans les « Pyrénées centrales », une petite région agricole occupant le sud du département de la Haute-Garonne, massif montagneux où s’étagent les vallées profondes, la forêt et les zones intermédiaires, les estives. En 2020, l'orientation technico-économique de l'agriculture  sur la commune est l'élevage de bovins, pour la viande. Trois exploitations agricoles ayant leur siège dans la commune sont dénombrées lors du recensement agricole de 2020 (quatre en 1988). La superficie agricole utilisée est de 244 ha,,.

## Culture locale et patrimoine

### L'église Saint-Martin
L'église Saint-Martin avec un petit clocher-mur date du début du XVIIIe siècle, elle était l'ancienne chapelle du château de Luscan. Après quatre années de travaux, l'église est inaugurée en septembre 2012 par l'archevêque de Toulouse Mgr Robert Le Gall et les élus locaux (la députée Carole Delga, le sénateur Bertrand Auban, le conseiller général Patrice Rival et la maire Marie-Thérèse Castex).

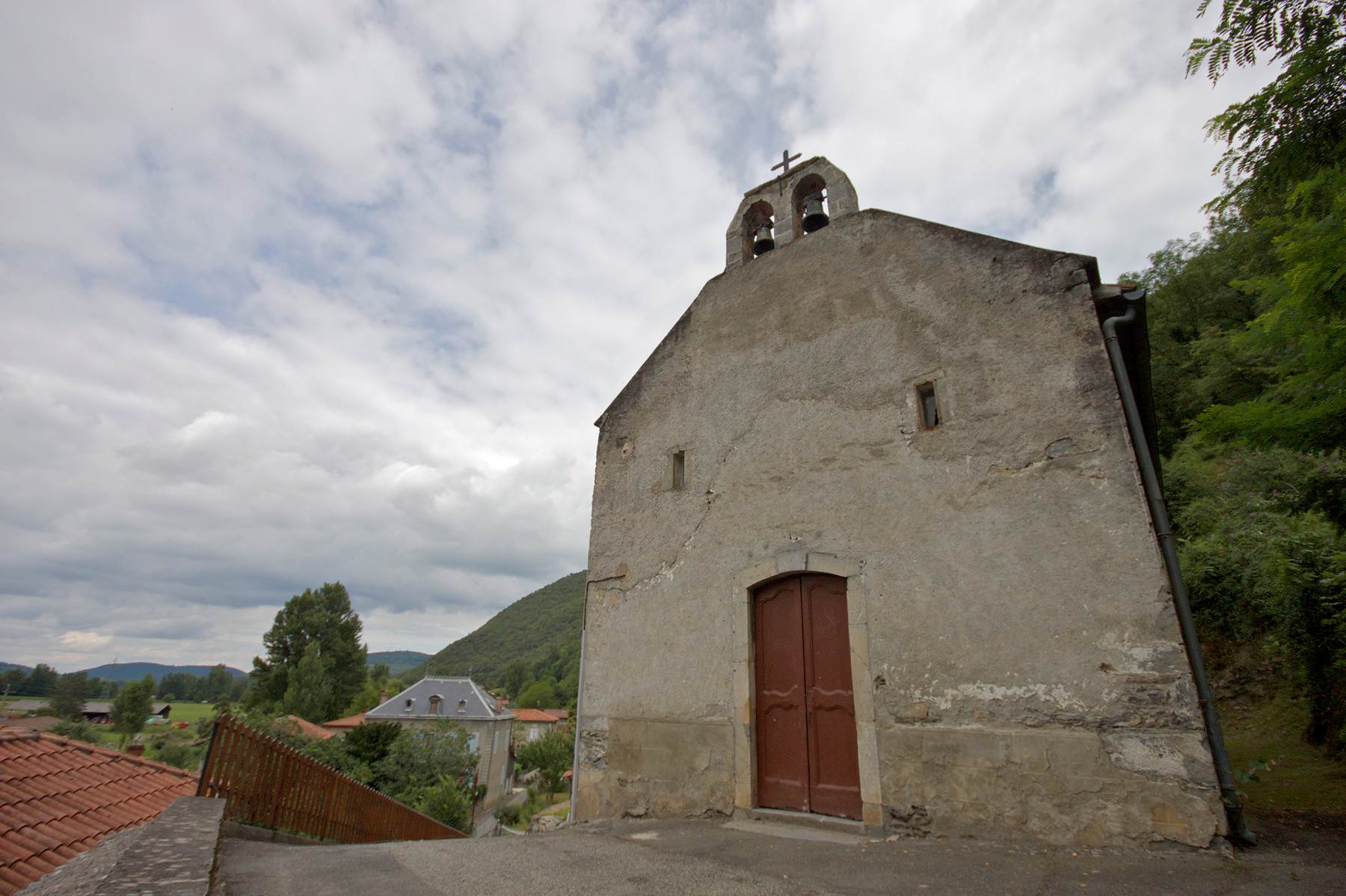
L'église Saint-Martin en 2010
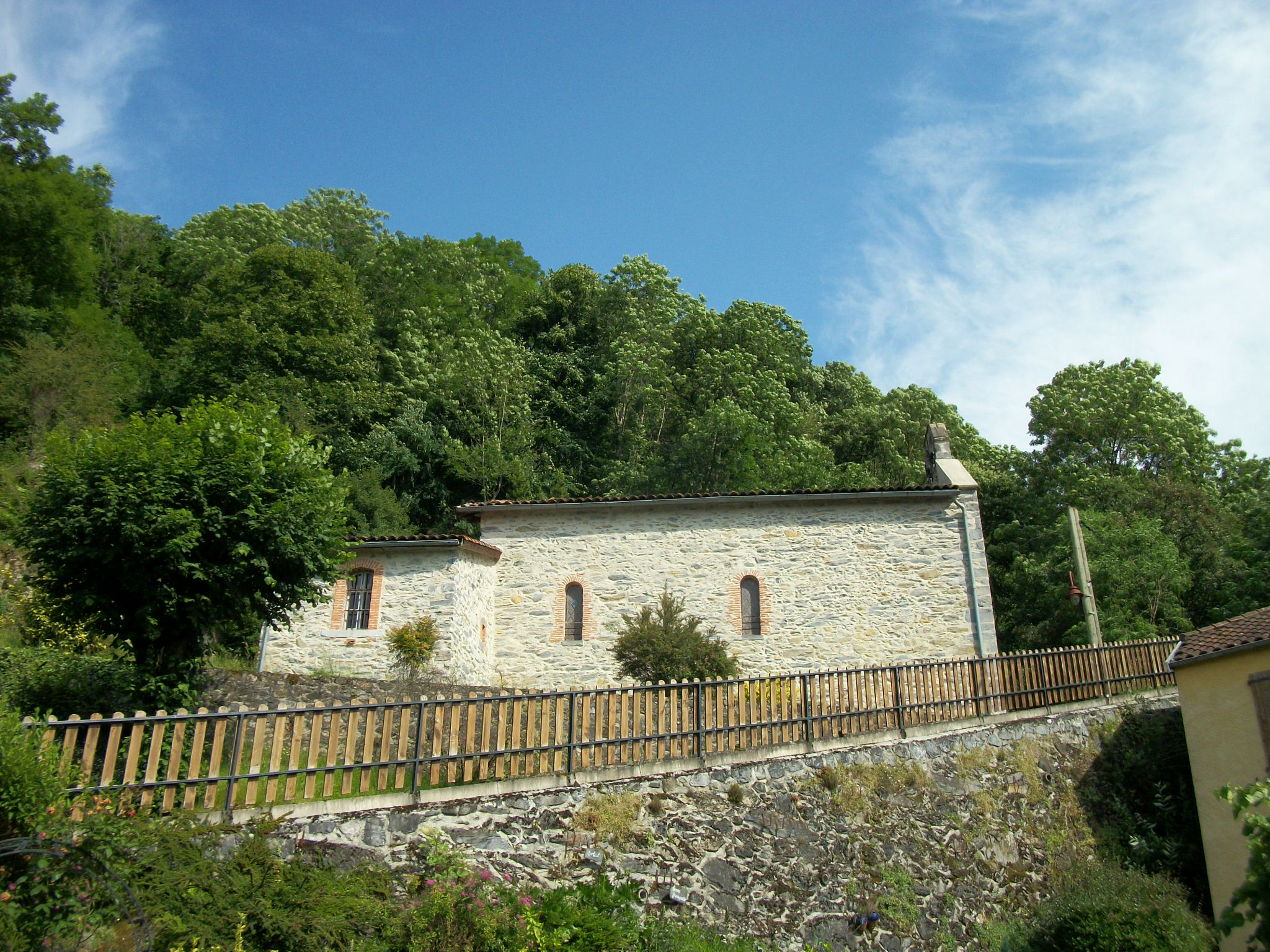
L'église Saint-Martin en 2020
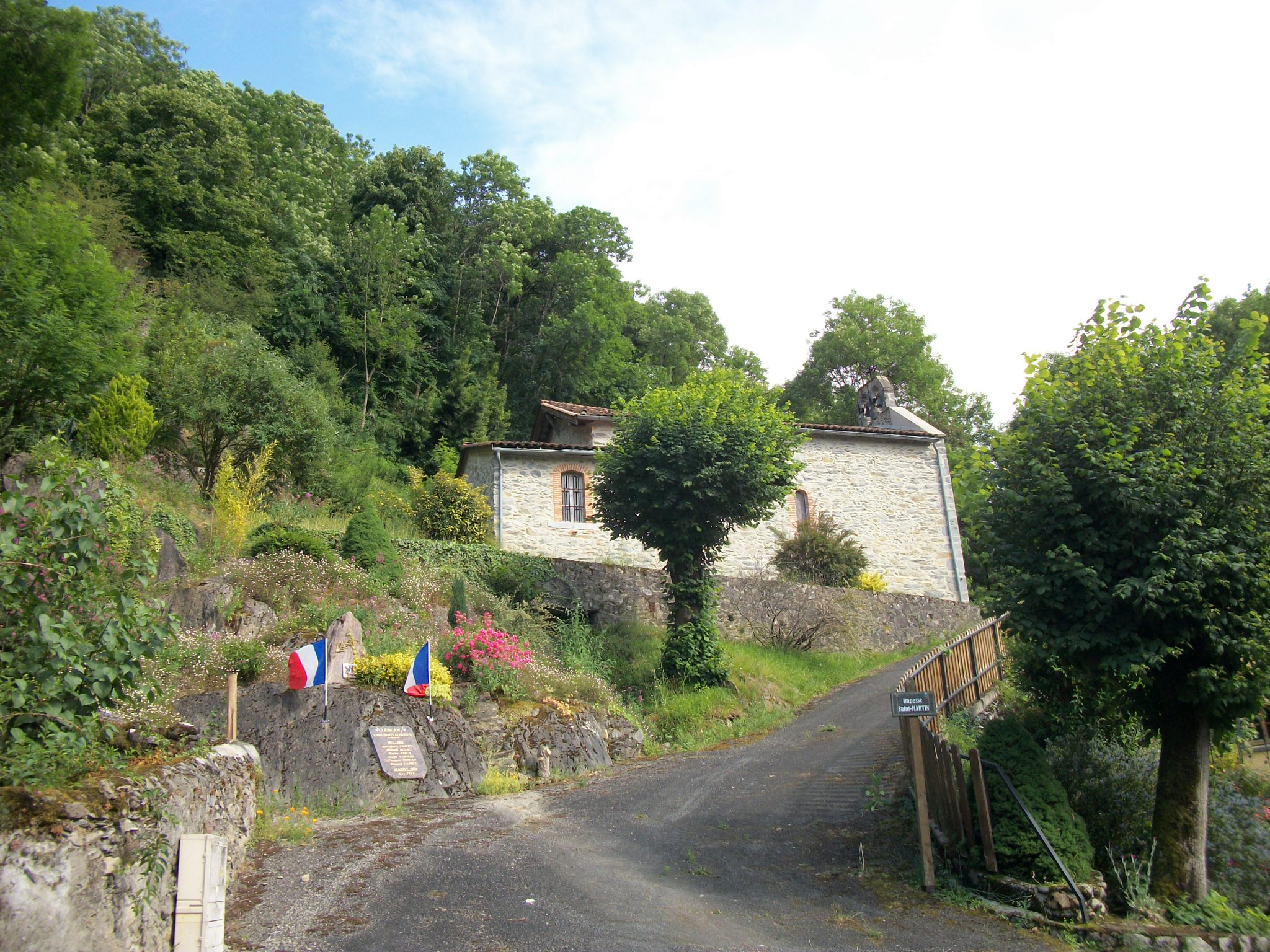
Monument aux morts et l'église

- Monument aux morts.
- Lavoir.
- Abreuvoir.
- Colonnes avec chapiteau corinthien surmonté d'une croix en fer.

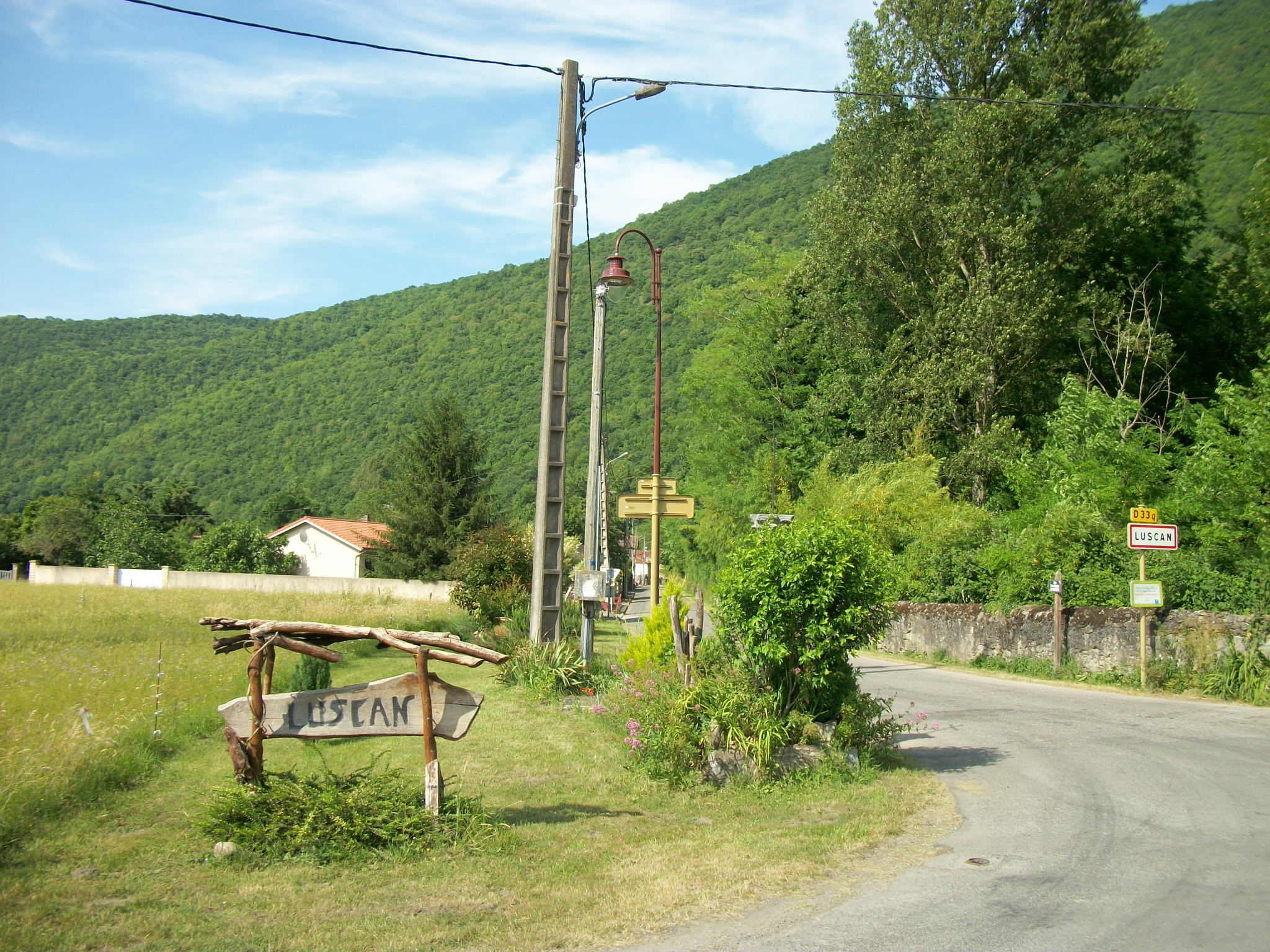
L'entrée du village sud
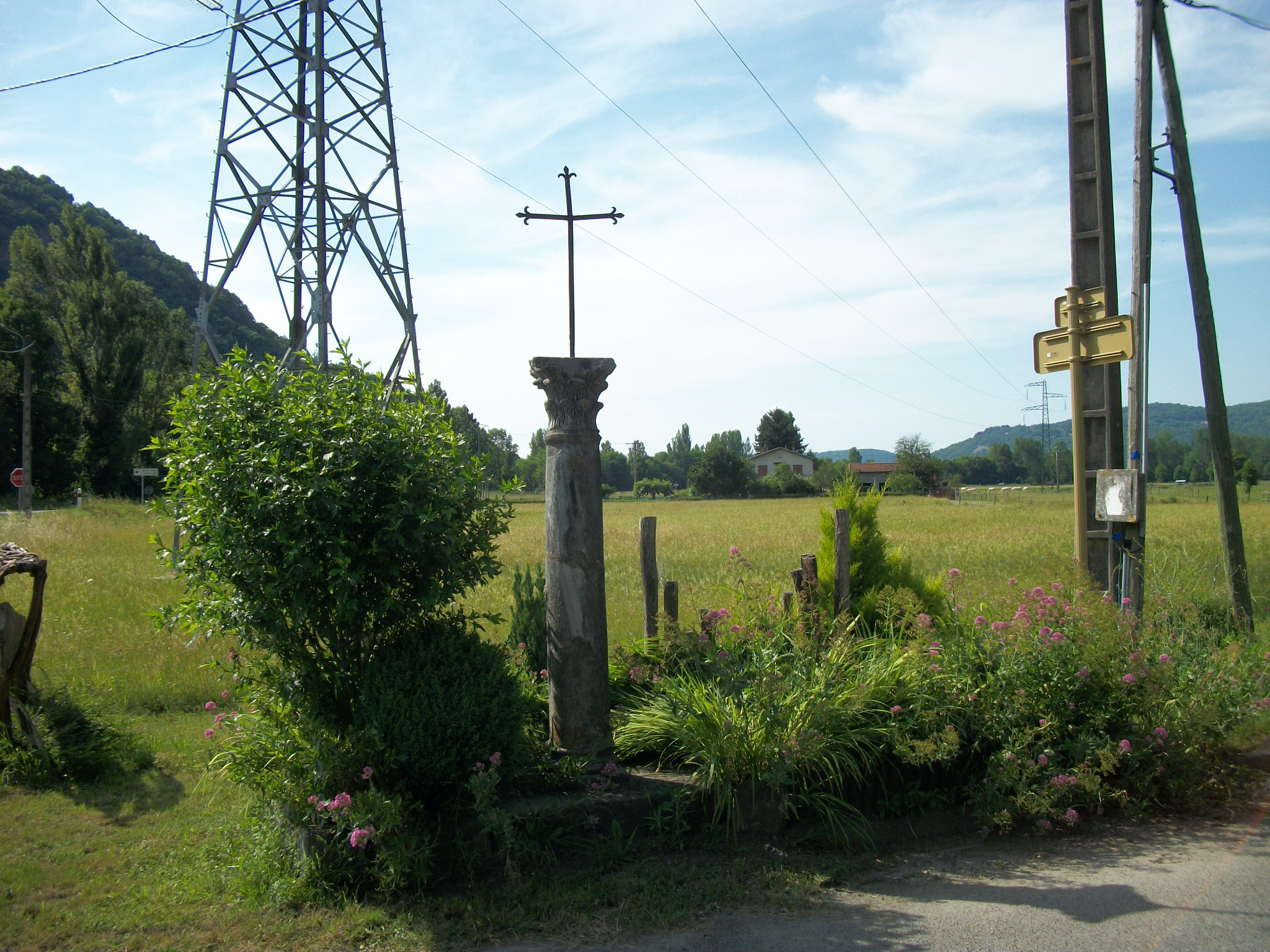
Colonne avec chapiteau corinthien surmonté d'une croix en fer
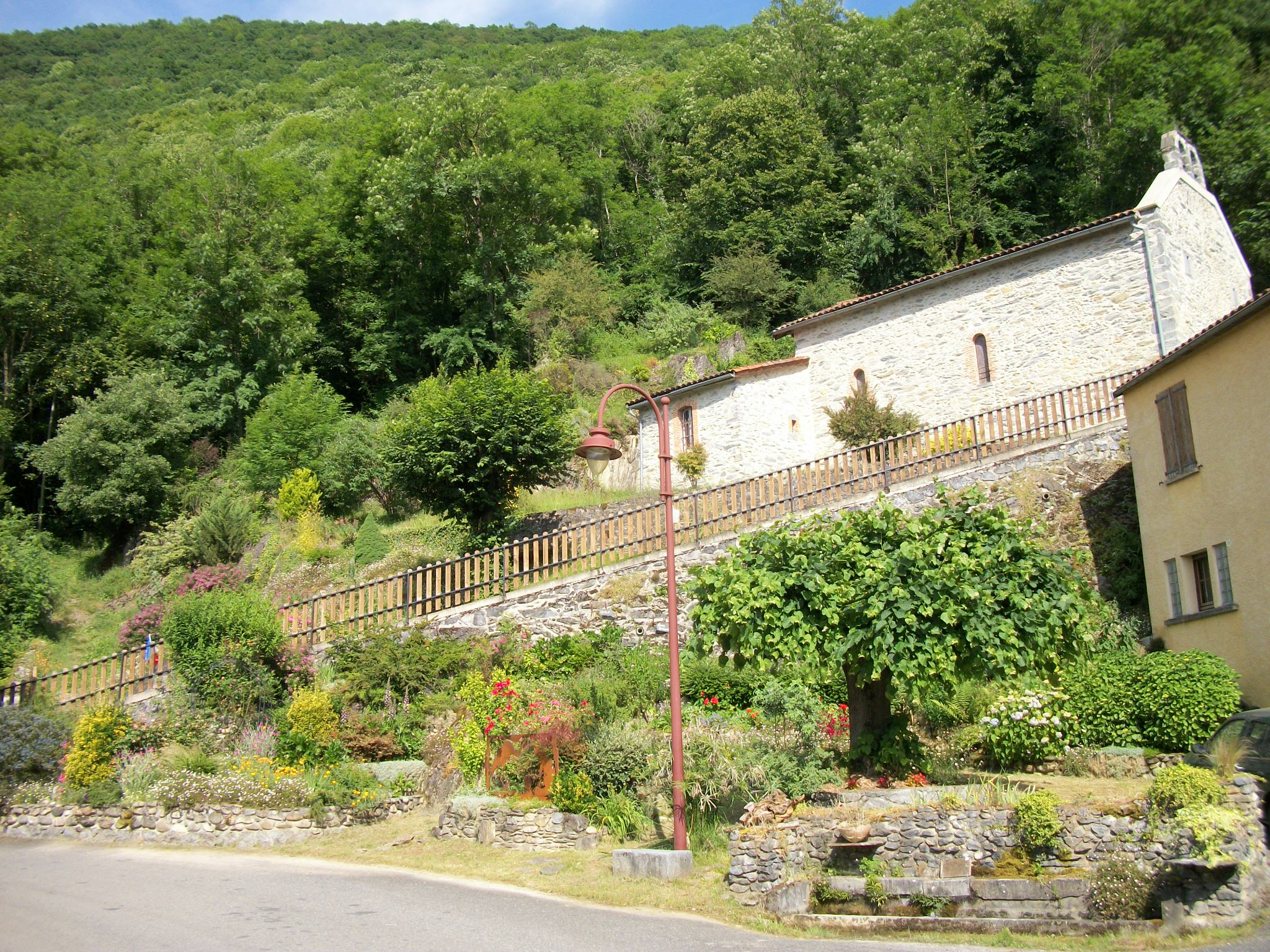
Espace fleuri aménagé par la commune avec un abreuvoir

### Sculptures en fer forgé sur les fables de la Fontaine
Des sculptures en fer forgé sur les fables de la Fontaine sont placées sur la route principale traversant le village.

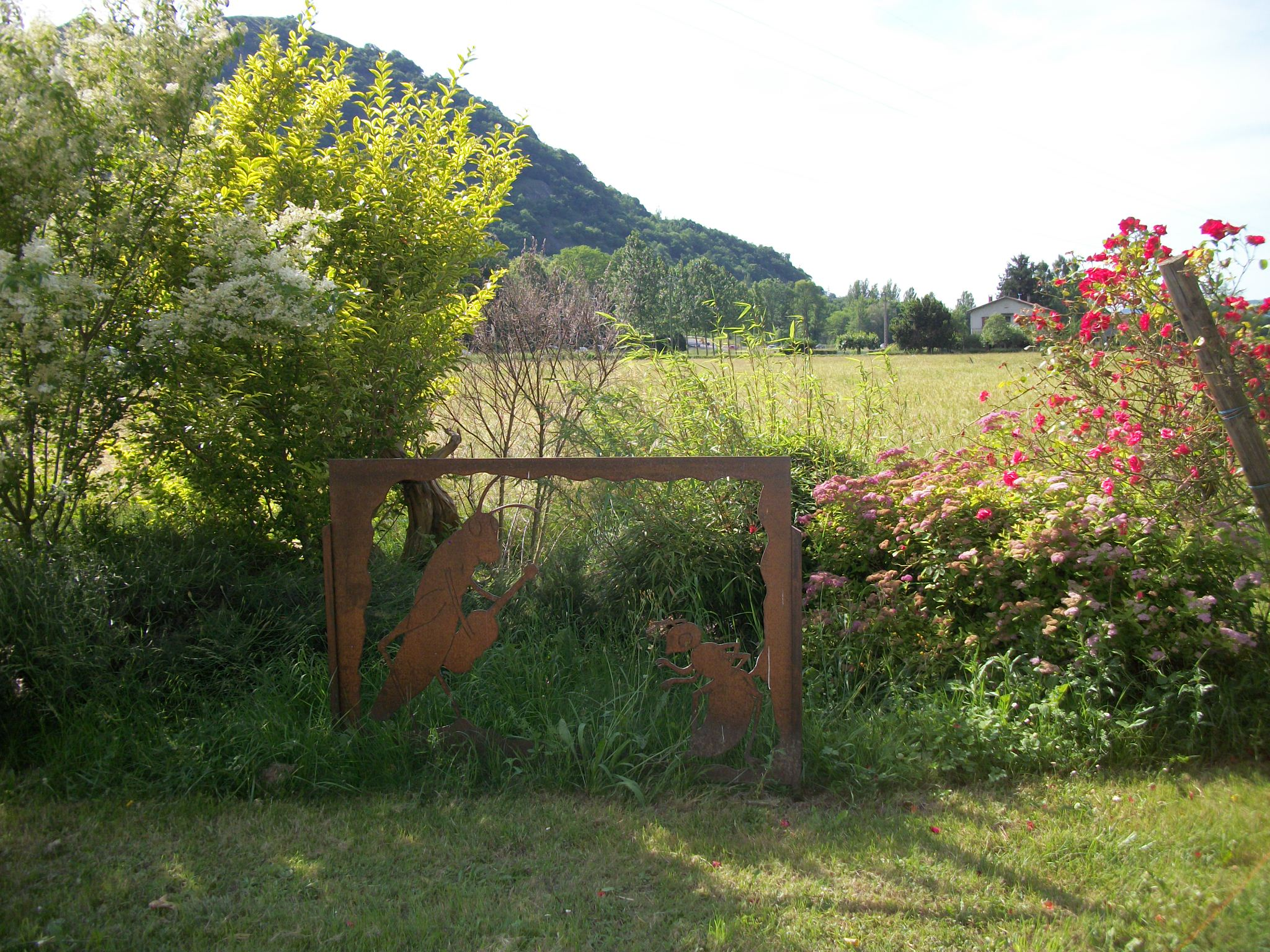
La Cigale et la Fourmi
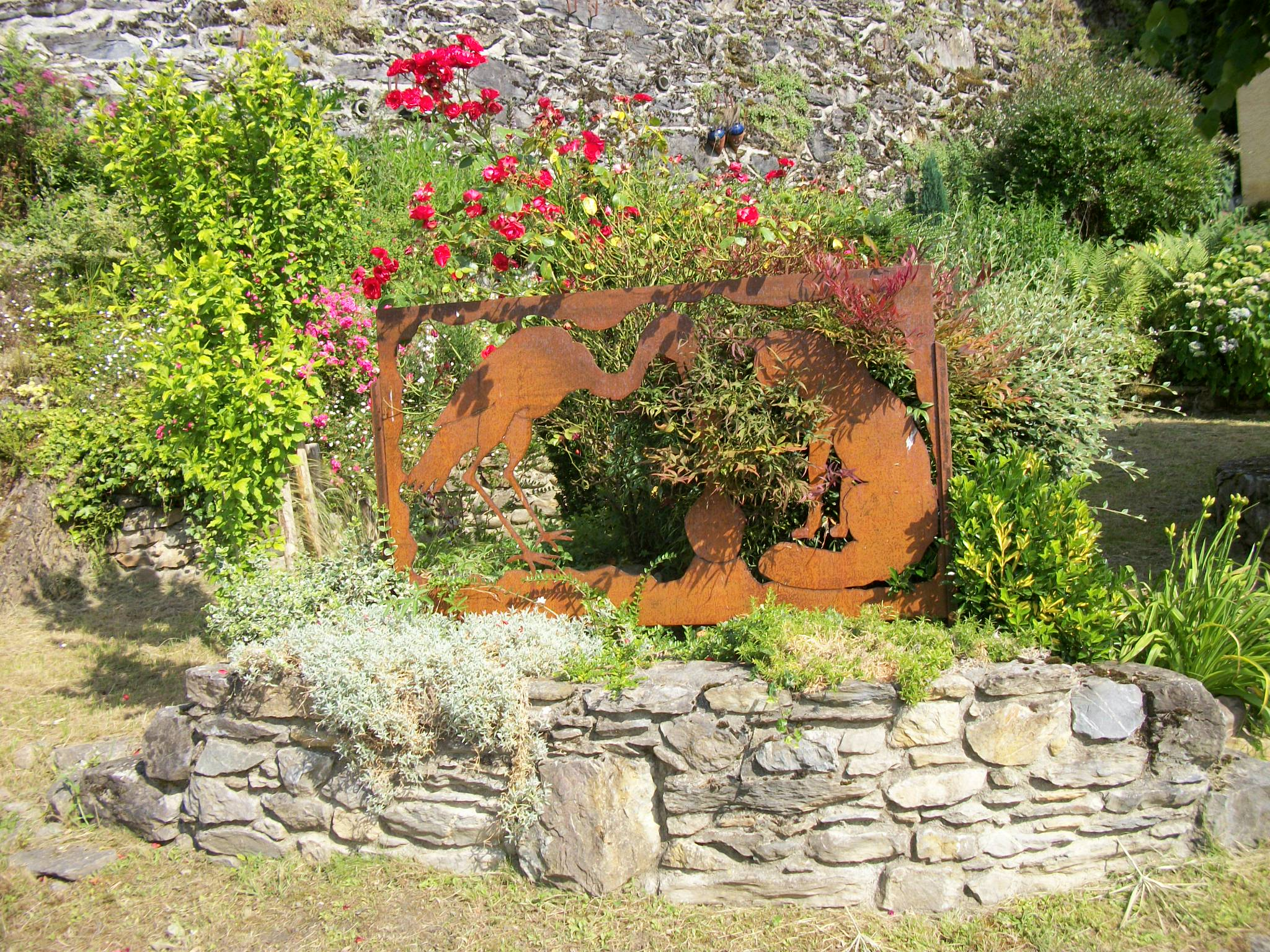
Le Renard et la Cigogne

### Récompense Village Fleuri de la Haute-Garonne
En 2013 et 2014, le village de Luscan est récompensé par le Grand prix du "Village Fleuri de la Haute-Garonne".
En 2018, le village de Luscan est récompensé par le Grand prix départementale "Villes et Villages Fleuris de la Haute-Garonne".

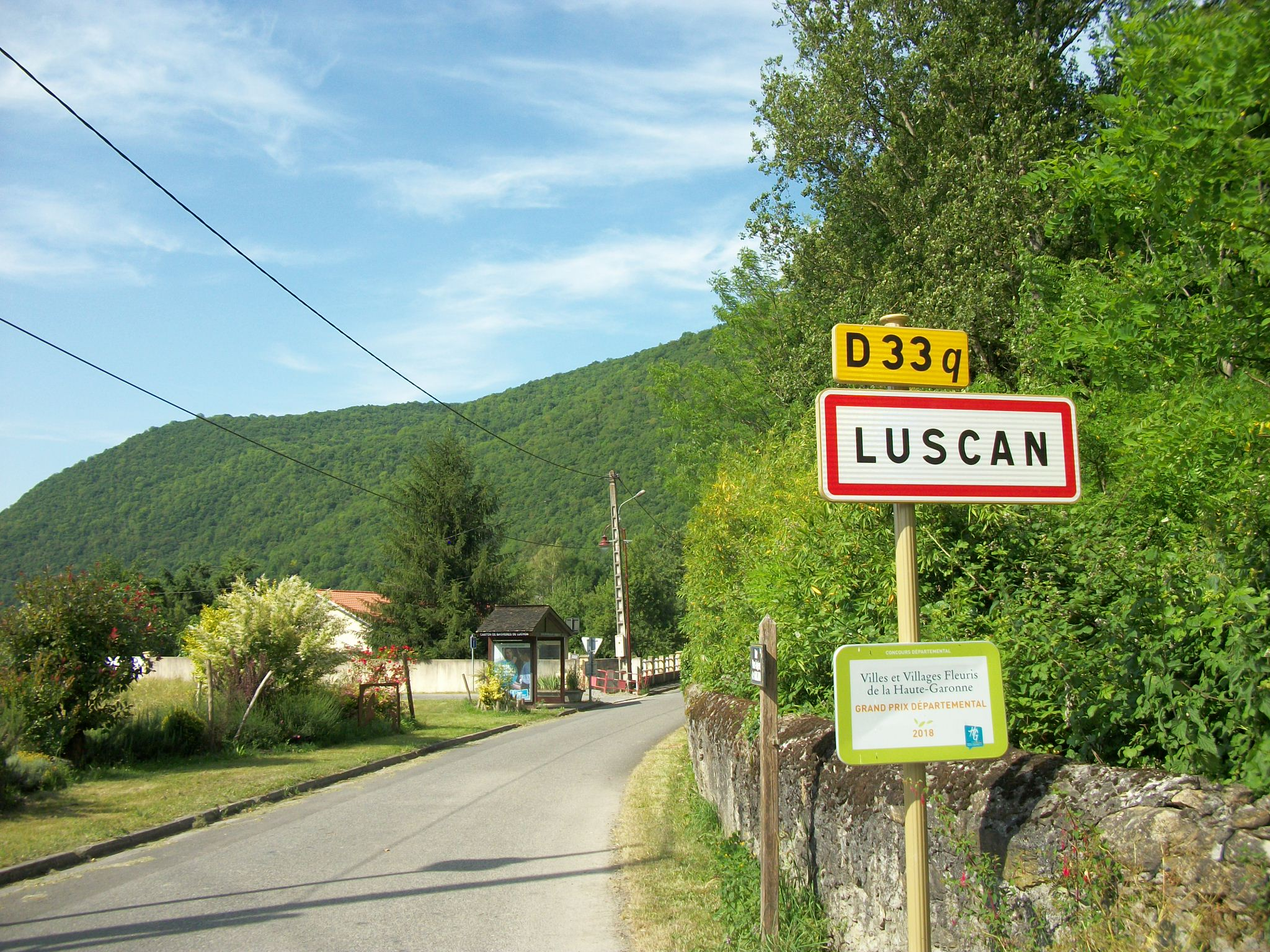
Grand prix départementale "Villes et Villages Fleuris de la Haute-Garonne" en 2018
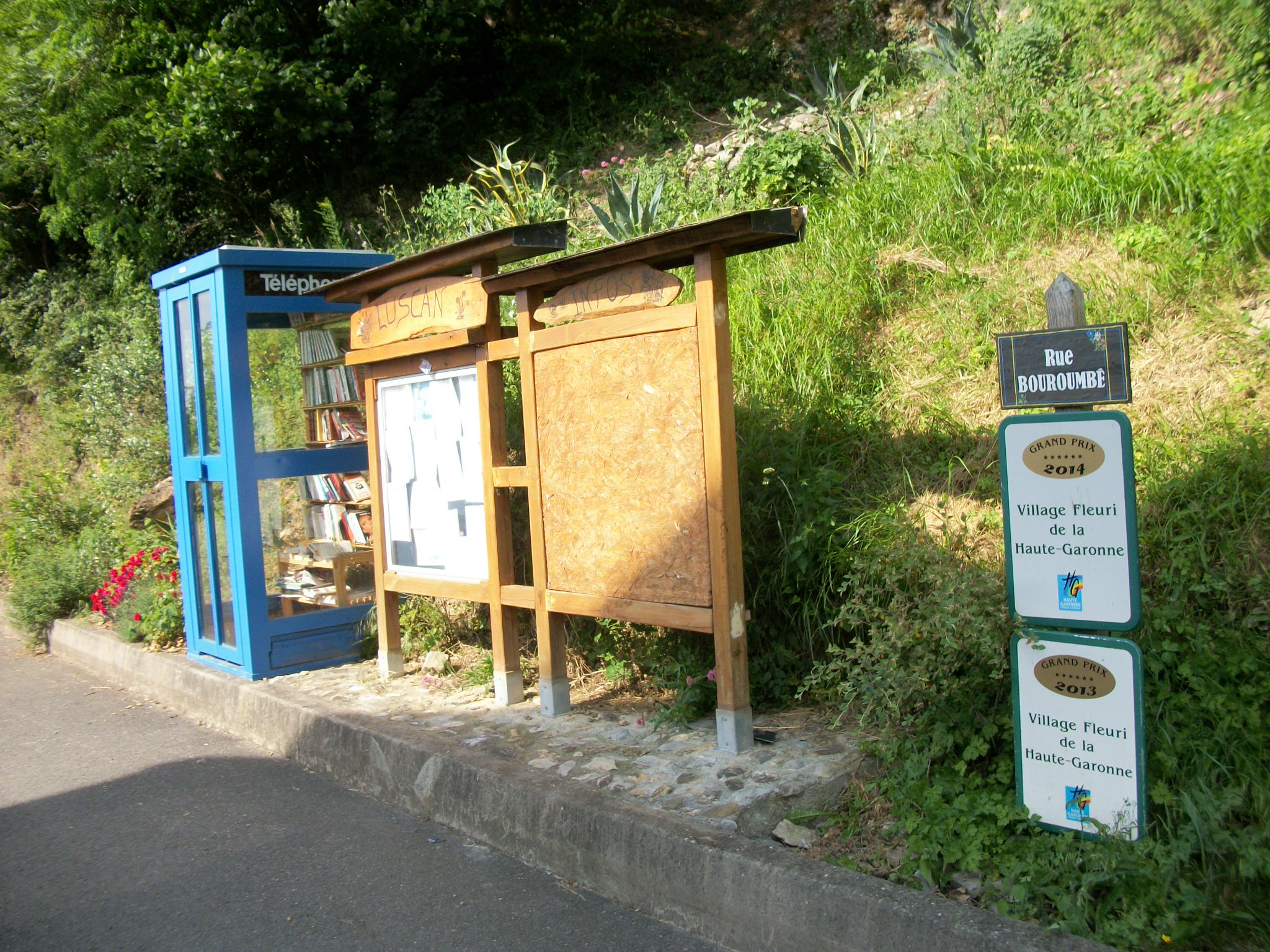
Cabine téléphonique transformée en bibliothèque de livre à échanger. Panneau d'information de la mairie et récompenses du Grand prix des années 2013 et 2014 du Village Fleuri de la Haute-Garonne

### Personnalités liées à la commune
Marc Eugène de Goulard (1808-1874), ministre des Finances du président Thiers, député des Hautes-Pyrénées.

## Protection environnementale
Le site Natura 2000 Chaînons calcaires du Piémont Commingeois est classé en zone spéciale de conservation depuis 2007, avec une superficie de 6 198 hectares il s'étend sur une partie de la commune de Luscan.

#### Site de l'Insee
1. 1 2 3 4  Insee, « Métadonnées de la commune de Luscan ».
2. ↑  « La grille communale de densité », sur insee,fr, 28 mai 2024 (consulté le 27 juin 2024).
3. ↑  « Base des aires d'attraction des villes 2020. », sur insee.fr, 21 octobre 2020 (consulté le 27 juin 2024).
4. ↑  Marie-Pierre de Bellefon, Pascal Eusebio, Jocelyn Forest, Olivier Pégaz-Blanc et Raymond Warnod (Insee), « En France, neuf personnes sur dix vivent dans l’aire d’attraction d’une ville », sur insee.fr, 21 octobre 2020 (consulté le 27 juin 2024).
5. 1 2  « Emp T1 - Population de 15 à 64 ans par type d'activité en 2018 à Luscan » (consulté le 2 février 2022).
6. ↑  « Emp T1 - Population de 15 à 64 ans par type d'activité en 2018 dans la Haute-Garonne » (consulté le 2 février 2022).
7. ↑  « Emp T1 - Population de 15 à 64 ans par type d'activité en 2018 dans la France entière » (consulté le 2 février 2022).
8. ↑  « Base des aires d'attraction des villes 2020 », sur site de l'Insee (consulté le 10 avril 2021).
9. ↑  « Emp T5 - Emploi et activité en 2018 à Luscan » (consulté le 2 février 2022).
10. ↑  « ACT T4 - Lieu de travail des actifs de 15 ans ou plus ayant un emploi qui résident dans la commune en 2018 » (consulté le 2 février 2022).
11. ↑  « ACT G2 - Part des moyens de transport utilisés pour se rendre au travail en 2018 » (consulté le 2 février 2022).
12. ↑  « DEN T5 - Nombre d'établissements par secteur d'activité au 31 décembre 2019 à Luscan » (consulté le 12 février 2022).
13. ↑  « DEN T5 - Nombre d'établissements par secteur d'activité au 31 décembre 2019 dans la Haute-Garonne » (consulté le 12 février 2022).

#### Autres sources
1. ↑  Stephan Georg, « Distance entre Luscan et Toulouse », sur fr.distance.to (consulté le 24 août 2021).
2. ↑  Stephan Georg, « Distance entre Luscan et Saint-Gaudens », sur fr.distance.to (consulté le 24 août 2021).
3. ↑  
Stephan Georg, « Distance entre Luscan et Bagnères-de-Luchon », sur fr.distance.to (consulté le 24 août 2021).
4. ↑  « Communes les plus proches de Luscan », sur villorama.com (consulté le 24 août 2021).
5. ↑  Frédéric Zégierman, Le guide des pays de France - Sud, Paris, Fayard, avril 1999 (ISBN 2-213-59961-0), p. 293-296.
6. ↑  Carte IGN sous Géoportail.
7. ↑  « Le réseau hydrographique du bassin Adour-Garonne. » [PDF], sur draaf.occitanie.agriculture.gouv.fr (consulté le 5 novembre 2021).
8. ↑  « Fiche communale de Luscan », sur le système d'information pour la gestion des eaux souterraines en Occitanie (consulté le 5 novembre 2021).
9. ↑  Sandre, « la Garonne »
10. 1 2  Daniel Joly, Thierry Brossard, Hervé Cardot, Jean Cavailhes, Mohamed Hilal et Pierre Wavresky, « Les types de climats en France, une construction spatiale », Cybergéo, revue européenne de géographie - European Journal of Geography, no 501,‎ 18 juin 2010 (DOI 10.4000/cybergeo.23155, lire en ligne, consulté le 21 novembre 2023)
11. ↑  « Zonages climatiques en France métropolitaine. », sur pluiesextremes.meteo.fr (consulté le 21 novembre 2023).
12. ↑  « Orthodromie entre Luscan et Clarac », sur fr.distance.to (consulté le 21 novembre 2023).
13. ↑  « Station Météo-France « Clarac » (commune de Clarac) - fiche climatologique - période 1991-2020 », sur donneespubliques.meteofrance.fr (consulté le 21 novembre 2023).
14. ↑  « Station Météo-France « Clarac » (commune de Clarac) - fiche de métadonnées. », sur donneespubliques.meteofrance.fr (consulté le 21 novembre 2023).
15. ↑  « Climadiag Commune : diagnostiquez les enjeux climatiques de votre collectivité. », sur meteofrance.fr, novembre 2022 (consulté le 21 novembre 2023).
16. ↑  « Les différents espaces protégés. »(Archive.org • Wikiwix • Archive.is • Google • Que faire ?), sur observatoire-biodiversite-centre.fr (consulté le 29 août 2021).
17. ↑  « Liste des espaces protégés sur la commune », sur le site de l'inventaire national du patrimoine naturel (consulté le 29 août 2021).
18. ↑  « - fiche descriptive », sur le site de l'inventaire national du patrimoine naturel (consulté le 29 août 2021).
19. ↑  Réseau européen Natura 2000, Ministère de la transition écologique et solidaire
20. ↑  « Liste des zones Natura 2000 de la commune de Luscan », sur le site de l'Inventaire national du patrimoine naturel (consulté le 29 août 2021).
21. ↑  « site Natura 2000 FR7300885 - fiche descriptive », sur le site de l'inventaire national du patrimoine naturel (consulté le 29 août 2021).
22. ↑  « site Natura 2000 FR7301822 - fiche descriptive », sur le site de l'inventaire national du patrimoine naturel (consulté le 29 août 2021).
23. 1 2  « Liste des ZNIEFF de la commune de Luscan », sur le site de l'Inventaire national du patrimoine naturel (consulté le 29 août 2021).
24. ↑  « ZNIEFF « la Garonne de la frontière franco-espagnole jusqu'à Montréjeau » - fiche descriptive », sur le site de l'inventaire national du patrimoine naturel (consulté le 29 août 2021).
25. ↑  « ZNIEFF « Garonne amont, Pique et Neste » - fiche descriptive », sur le site de l'inventaire national du patrimoine naturel (consulté le 29 août 2021).
26. ↑  « ZNIEFF le « piémont calcaire commingeois et bassin de Sauveterre » - fiche descriptive », sur le site de l'inventaire national du patrimoine naturel (consulté le 29 août 2021).
27. ↑  « CORINE Land Cover (CLC) - Répartition des superficies en 15 postes d'occupation des sols (métropole). », sur le site des données et études statistiques du ministère de la Transition écologique. (consulté le 14 avril 2021).
28. 1 2 3  « Les risques près de chez moi - commune de Luscan », sur Géorisques (consulté le 17 octobre 2022).
29. ↑  BRGM, « Évaluez simplement et rapidement les risques de votre bien », sur Géorisques (consulté le 10 septembre 2022).
30. ↑  « Dossier départemental des risques majeurs dans la Haute-Garonne », sur haute-garonne.gouv.fr (consulté le 10 septembre 2022), partie 1 -  chapitre Risque inondation.
31. ↑  « Dossier départemental des risques majeurs dans la Haute-Garonne », sur haute-garonne.gouv.fr (consulté le 10 septembre 2022), chapitre Risque feux de forêts.
32. ↑  « Prévention des incendies de forêt en Haute-Garonne », sur haute-garonne.gouv.fr (consulté le 10 septembre 2022).
33. ↑  « Retrait-gonflement des argiles », sur le site de l'observatoire national des risques naturels (consulté le 10 septembre 2022).
34. ↑  « Liste des cavités souterraines localisées sur la commune de Luscan », sur georisques.gouv.fr (consulté le 10 septembre 2022).
35. ↑  « Dossier départemental des risques majeurs dans la Haute-Garonne », sur haute-garonne.gouv.fr (consulté le 22 août 2023), chapitre Risque rupture de barrage.
36. ↑  L'organisation du recensement, sur insee.fr.
37. ↑  Calendrier départemental des recensements, sur insee.fr.
38. ↑  Des villages de Cassini aux communes d'aujourd'hui sur le site de l'École des hautes études en sciences sociales.
39. ↑  Fiches Insee - Populations de référence de la commune pour les années 2006, 2007, 2008, 2009, 2010, 2011, 2012, 2013, 2014, 2015, 2016, 2017, 2018, 2019, 2020, 2021 et 2022.
40. ↑  « Les régions agricoles (RA), petites régions agricoles(PRA) - Année de référence : 2017 », sur agreste.agriculture.gouv.fr (consulté le 12 février 2022).
41. ↑  Présentation des premiers résultats du recensement agricole 2020, Ministère de l’agriculture et de l’alimentation, 10 décembre 2021
42. ↑  « Fiche de recensement agricole - Exploitations ayant leur siège dans la commune de Luscan - Données générales », sur recensement-agricole.agriculture.gouv.fr (consulté le 12 février 2022).
43. 1 2  « L'église de Luscan, petit joyau redoré », sur ladepeche.fr (consulté le 12 juillet 2020).
44. ↑  Museum national d'Histoire naturelle, « INPN - FSD Natura 2000 - FR7300885 - Chaînons calcaires du Piémont Commingeois - Description », sur inpn.mnhn.fr (consulté le 25 novembre 2018).